# 209883 Jasonhofgartner
209883 Jasonhofgartner este o planetă minoră (asteroid) din centura de asteroizi. A fost descoperită pe 10 mai 2005 la Observatorio de Cerro Tololo⁠(d) de Marc Buie⁠(d). 
Obiectul prezintă o orbită caracterizată de o semiaxă mare de 2,8912967480613 UAi, o excentricitate de 0,057378369130276, o înclinație de 1,9537365636388 ° în raport cu ecliptica.